# 银灰杜鹃
银灰杜鹃（学名：Rhododendron sidereum）为杜鹃花科杜鹃花属下的一个种。

## 扩展阅读
- 維基物種上的相關：银灰杜鹃